# 釜山第二都市高速道路
釜山第二都市高速道路（プサンだいにとしこうそくどうろ）は、大韓民国釜山広域市沙上区から南区までを結ぶ10.9kmの都市高速道路である。別称は東西高架路（トンソこうかろ）。

## 歴史
- 1988年4月6日：着工
- 1992年12月9日：鶴章ランプ-門峴ランプ間開通
- 1993年10月15日：有料化
- 1994年12月24日：全線開通
- 2009年8月：無料化

## インターチェンジなど
- 沙上インターチェンジ（南海高速道路第二支線）
- 甘田インターチェンジ
- 鶴章インターチェンジ（門峴方向のみ）
- 周礼インターチェンジ（門峴方向のみ）
- 晋陽インターチェンジ（甘田方向のみ）
- ポムネゴルインターチェンジ（甘田方向のみ）
- 荒嶺インターチェンジ
- 門峴インターチェンジ（釜山第一都市高速道路）
- 戡蛮洞出入口